# 2017 год в истории железнодорожного транспорта

 2017 год в истории железнодорожного транспорта 

## События

### В России

#### Июнь
- 19 июня — в Москве близ Курского вокзала произошло столкновение поезда Стриж с электричкой Нахабино-Щербинка, обошлось без жертв и пострадавших[1].

### В мире

#### Май
- 13 мая в 21:45 у города Адендро в Греции произошёл сход с рельсов пассажирского поезда. По меньшей мере 3 человека погибли, более 10 пассажиров были ранены.

#### Октябрь
- 30 октября — открытие ж.д.линии Баку-Тбилиси-Карс (начато в 2007 году).

## Новый подвижной состав
- Двухсистемные электровозы:
  - AZ4A
- Электровозы переменного тока:
  - WAG-12
- Тепловозы:
  - 3ТЭ25К2М «Пересвет»
- Электропоезда постоянного тока:
  - ЭП2Тв (макет)
- Электропоезда метрополитена:
  - 81-765/766/767 «Москва»
  - 81-722.3/723.3/724.3 «Юбилейный»
  - 81-717.5Л (вагон-лаборатория)
  - 81-710.1 (модернизация)